# (19109) 1981 EZ23
A (19109) 1981 EZ23 a Naprendszer kisbolygóövében található aszteroida. Schelte J. Bus fedezte fel 1981. március 7-én.